# František Štorm
František „Franta“ Štorm (* 3. července 1966, Praha) je český tvůrce písma, typograf, grafik, pedagog, odborný publicista a hudebník.

## Život
František Štorm je synem malířky Dany Puchnarové. Je vnukem Břetislava Štorma, českého architekta, heraldika a grafika. V letech 1981–1985 studoval na SOŠV v Praze. Ve studiu pokračoval na VŠUP tamtéž, nejprve pod vedením Milana Hegara a později Jana Solpery, v jehož Ateliéru knižní grafiky a písma absolvoval v roce 1991. V letech 2003–2008 působil jako vedoucí ateliéru Tvorba písma a typografie na téže škole.

## Dílo

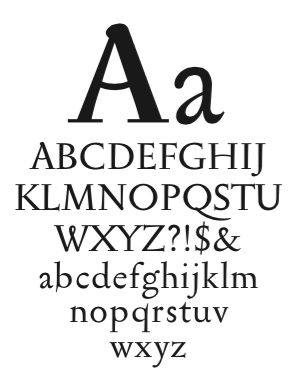
Písmo Serapion (1997)

Roku 1993 založil v Praze Střešovickou písmolijnu (později Storm Type Foundry), která se zabývá tvorbou a distribucí digitálních typografických písem. Tato písmolijna nabízí více než 800 originálních písem, mezi nimiž jsou Štormova písma autorská (např. Serapion, 1997; Comenia Serif, 2009; Trivia, 2012), modifikace písem historických i digitalizace písem významných českých autorů (např. Vojtěcha Preissiga, Slavoboje Tusara, Jiřího Rathouského, Josefa Týfy, Jana Solpery). Je autorem např. typografického stylu restaurace Lokál. Ilustracemi doprovodil např. publikace Neser bohy Josefa Moníka (2004), Drákulu Bram Stokera či sebrané spisy Howarda Phillipse Lovecrafta (od 2010). Je autorem knihy Eseje o typografii (2009), která byla nominována na literární cenu Magnesia litera v kategorii publicistika.
Štorm působí jako zpěvák a kytarista v české metalové kapele Master’s Hammer, pro kterou také píše veškeré texty. Po rozpadu kapely v 90. letech nahrál album Airbrusher. Kapela se obnovila v roce 2009, kdy vydala album Mantras, později následované deskami Vracejte konve na místo, Vagus Vetus, Formulæ a Fascinator. V roce 2015 byl členem projektu Mortal Cabinet, se kterým vydal album Necrotica.
V roce 2005 mu byla udělena cena Revolver Revue. Jeho kniha Eseje o typografii byla v roce 2009 jednou ze tří knih nominovaných na českou literární cenu Magnesia Litera v kategorii publicistika.

### Autorská a digitalizovaná písma
- Mramor Pro (1988–2013)
- ITC Malstock (1996)
- Regula (1996–2009)
- ITC Tyfa (1998)
- Farao (2000)
- Genre (2000)
- ITC Biblon (2000)
- Traktoretka (2000)
- Lido STF (2001)
- Serapion (2001)
- Splendid (2001)
- DynaGrotesk (2001)
- Excelsor Script (2001)
- Rondka (2001)
- Tenebra (2001)
- Patzcuaro (2001)
- Bahnhof (2001)
- Aichel (2001)
- Kompressor (2001)
- Alcoholica (2001)
- Libcziowes (2001)
- Lexon Gothic (2001)
- Mediaeval (2001)
- John Sans (2001)
- Solpera (2001)
- Teuton (2002)
- Sebastian Pro (2003–2009)
- Politic ABCD (2004)
- Andulka (2004)
- Abalda (2005)
- Plagwitz (2005)
- Hercules (2005)
- Fenix (2005)
- Cobra (2005)
- Staromat (2005)
- Vida Pro (2005)
- Antique Ancienne (2005)
- Amor Sans (2005)
- Amor Serif (2005)
- Modell (2005)
- Compur (2005)
- Monarchia (2005)
- Ozdoby (2005)
- Pentagraf (2005)
- Negro (2005)
- Technomat (2006)
- Hexenrunen (2006)
- Comenia Serif Pro (2006)
- Etelka (2006)
- Pivo (2006)
- Anselm Sans (2007)
- Anselm Serif (2007)
- Gallus Konzept (2007)
- Moyenage (2008)
- Briefmarken (2008)
- Defender (2008)
- Header (2009)
- Ideal Gothic (2009)
- DynaGrotesk Pro (2009)
- Moyenage Sans (2009)
- Walbaum 2010 Pro (2010)
- Walbaum Grotesk Pro (2010)
- Andulka Sans (2011)
- Jannon Sans (2011)
- Friedhof (2011)
- Enamelplate (2011)
- Bhang (2011)
- Zeppelin (2012)
- Trivia Serif (2012)
- Trivia Sans (2012)
- Trivia Slab (2012)
- Trivia Grotesk (2012)
- Trivia Gothic (2013)
- Trivia Humanist (2013)
- Josef Sans (2013)
- Pepone (2014)
- St Croce (2014)
- Quercus Serif (2015)
- Quercus Whiteline (2015)
- Regent Pro (2015)